# Kismáriahavas
Kismáriahavas (szlovénül: Fikšinci, vendül Fükšinci, németül: Füchseldorf) falu a Muravidéken, Szlovéniában. Közigazgatásilag Szarvaslakhoz tartozik.

## Fekvése
Muraszombattól 30 km-re, Felsőlendvától 8 km-re délnyugatra, a Vendvidéki-dombság (Goričko) területén, a szlovén-osztrák határ mellett fekszik. Határa délnyugaton hegyes, nagyrészt erdővel borított, részben pedig gyümölcsösökkel, szőlővel telepített, melyek a Černec- és Kučenica-patakok völgyéig húzódnak. A régi dűlőnevek (Šmolcberg, Hundsberg, Sandaker, Mahtl) ma is egykori német lakosságára utalnak.

## Története

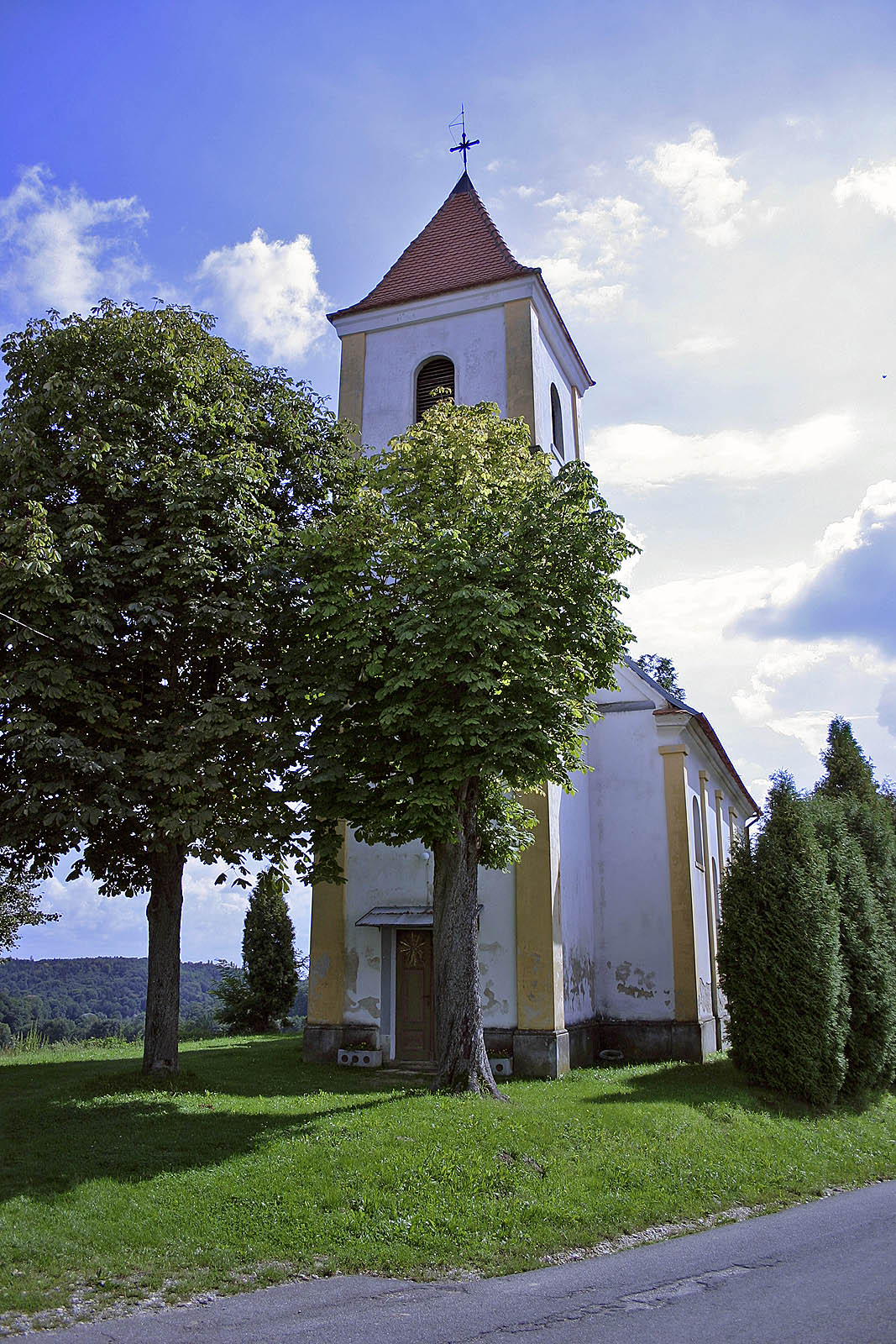
A Havas Boldogasszony-kápolna

A települést 1366-ban "Villa seu poss. Fulyifalua" néven említik először. Új telepítvényként Felsőlendva várának tartozéka volt. A Széchy család birtoka volt, akik Felsőlendva várát a hozzátartozó 73 faluval, köztük Fulyifalvával a mai Kismáriahavassal együtt 1365-ben kapták I. Lajos magyar királytól Éleskő és Miskolc uradalmáért, valamint a Szent Péter és Pál apostolok tiszteletére létesült tapolcai apátság kegyuraságáért cserébe.
1499-ben "Fwxlyncz" alakban tűnik fel a neve. Az 1627-es egyházlátogatási jegyzőkönyvből kiderül,  hogy a perestói Szent Ilona plébániához tartozott. A Széchy család fiágának kihalása után 1685-ban Felsőlendva új birtokosa Nádasdy Ferenc, Széchy Katalin férje lett. Ezután az uradalommal együtt egészen a 19. század második feléig a Nádasdyaké. 1698-ban az egyházi vizitáció "Fükszlincz" és "Fuxlincz" alakban említi. Lakói ekkor már visszatértek a katolikus hitre.
Vályi András szerint "FUKSZLINTZ. Fuchsdorf. Elegyes német falu Vas Vármegyében, földes Ura Gróf Nádasdy Uraság, lakosai katolikusok, fekszik hegyek között Mór vizétől nem meszsze, az alsó lendvai uradalomban, határja középszerű, tulajdonságaira nézve hasonlít alsó Shlavetzához, második Osztálybéli."
Fényes Elek szerint "Füxlincz, német falu, Vas vmegyében: 321 kath. lak. F. u. gr. Nádasdy. Határa hegyes sovány. Ut. p. Radkersburg 1 1/2 óra."
Vas vármegye monográfiája szerint " Mária-Havas stájer határszéli község. Van 62 háza és 372 németajkú r. kath. lakosa. Postája Szarvaslak, távírója Szt.-Gotthárd."
1890-ben már hivatalosan is Kismáriahavas a neve, feltehetően a Havas Boldogasszony kápolna után. Ekkor 372 lakosa volt, közülük 347 német, 17 szlovén és 8 magyar volt. 1910-ben  397 lakosából 382 német, 10 szlovén és 5 magyar volt. A trianoni békeszerződésig Vas vármegye Muraszombati járásához tartozott.  1919-ben  először a de facto Vendvidéki Köztársasághoz, majd a Szerb–Horvát–Szlovén Királysághoz csatolták, mely 1929-ben a Jugoszlávia nevet vette fel. 1921-ben az első szlovén népszámlálás 381 lakost talált itt, közülük 364 német és 17 szlovén volt, mind katolikusok. 1941-ben német lakosságú faluként nem Magyarországhoz, hanem a Német Birodalomhoz került, majd 1945 után véglegesen Jugoszlávia része lett. 1945-46-ban a település német nemzetiségű lakóit kitelepítették, illetve elűzték. Helyükre a környező falvakból érkeztek új lakók. 1991-ben, Szlovénia függetlenségének kikiáltása óta Szlovénia része. 2002-ben 184 lakója volt.

## Nevezetességei
- Havas Boldogasszony tiszteletére szentelt kápolnája.